# Acqua Fragile
Acqua Fragile ist eine italienische Progressive-Rock-Band, die 1971 in Parma gegründet wurde und nach über 40 Jahren Pause seit 2017 wieder aktiv ist.

## Bandgeschichte
Nach einem längeren USA-Aufenthalt gründete Bernardo Lanzetti Acqua Fragile mit Gino Campanini und Piero Canavera, mit denen er bereits als Gli Immortali zusammengespielt hatte. Noch unter dem alten Bandnamen waren sie bei einem Auftritt von Premiata Forneria Marconi entdeckt und an deren Manager vermittelt worden. Franz Dondi und Maurizio Mori vervollständigten die Band und 1973 erschien ihr selbstbetiteltes Debütalbum in Italien. Es enthielt, für eine italienische Band damals ungewöhnlich, nur englischsprachige Stücke, die vor allem mit Genesis und Gentle Giant verglichen wurden. Im Jahr darauf folgte Mass Media Stars, von dem eine Single ausgekoppelt wurde und das auch in den USA auf den Markt kam, jedoch ebenso wenig erfolgreich blieb wie das Debüt.
Ende 1974 und Anfang 1975 fanden noch Besetzungswechsel statt, Lanzetti trat z. B. für einige Zeit Premiata Forneria Marconi bei; die Band löste sich jedoch bald auf. Im Jahr 2005 rief Franz Dondi das Acqua Fragile Project ins Leben, um Stücke von Acqua Fragile live aufführen zu können. Die eigentliche Band kam 2017 wieder zusammen, um mit mehreren Gastmusikern an dem neuen Album A New Chant zu arbeiten.

## Diskografie
- 1973: Acqua Fragile
- 1974: Mass Media Stars
- 2017: A New Chant